# Objaw Chełmońskiego
Objaw Chełmońskiego – objaw chorobowy występujący w chorobach pęcherzyka żółciowego, polegający na występowaniu bolesności w trakcie opukiwania (medycznie – wstrząsania) w okolicę łuku żebrowego prawego. Zwykle badanie tego objawu polega na położeniu dłoni na łuku żebrowym prawym i następnie uderzeniu w dłoń pięścią drugiej ręki. W przypadku wystąpienia bólu uważa się objaw za dodatni i świadczy to o istnieniu procesu zapalnego pęcherzyka żółciowego, zwłaszcza w przebiegu kamicy żółciowej.
Objaw opisał polski lekarz Adam Chełmoński.